# The New 52
The New 52 (Los Nuevos 52 en español) es el reinicio de 52 series publicadas por DC Comics en agosto de 2011. Fue la renovación y relanzamiento de toda su línea de cómics mensuales. Tras la conclusión del crossover Flashpoint, DC canceló todos sus títulos existentes y estrenó 52 nuevas series. Entre las series renumeradas se encontraban Action Comics y Detective Comics, que habían conservado su numeración original desde la década de 1930.
El relanzamiento incluyó cambios en el formato de publicación. Por ejemplo, cómics impresos y digitales empezaron a publicarse el mismo día. Se lanzaron nuevos títulos para elevar a 52 el número de series mensuales en curso. También se introdujeron varios cambios en el universo de ficción de DC para atraer a nuevos lectores, incluidos cambios en la continuidad interna de DC para hacer a los personajes más modernos y accesibles. Además, los personajes de los sellos Wildstorm y Vertigo fueron absorbidos por el Universo DC.
La marca The New 52 finalizó tras la conclusión del arco argumental «Convergence» en mayo de 2015, aunque la continuidad de The New 52 siguió. En junio de 2015, se lanzaron 24 nuevos títulos, junto con 25 títulos que regresaban, y varios de ellos recibieron nuevos equipos creativos. En febrero de 2016, DC anunció su iniciativa Renacimiento con el lanzamiento de un one-shot de 80 páginas el 25 de mayo de 2016, y continuó hasta finales de 2016.

## Inicios
The New 52 parte desde la conclusión del crossover Flashpoint, donde DC relanzó todos los títulos en un intento por captar nuevos lectores para el Universo DC.
El proyecto tenía el objetivo de instalar una nueva continuidad que no exigiera la lectura de tomos previos para ser comprendida. De esta manera, la editorial se liberaría del «peso» de la continuidad acumulada, además de las incoherencias de la misma a los guionistas.

## Historia editorial

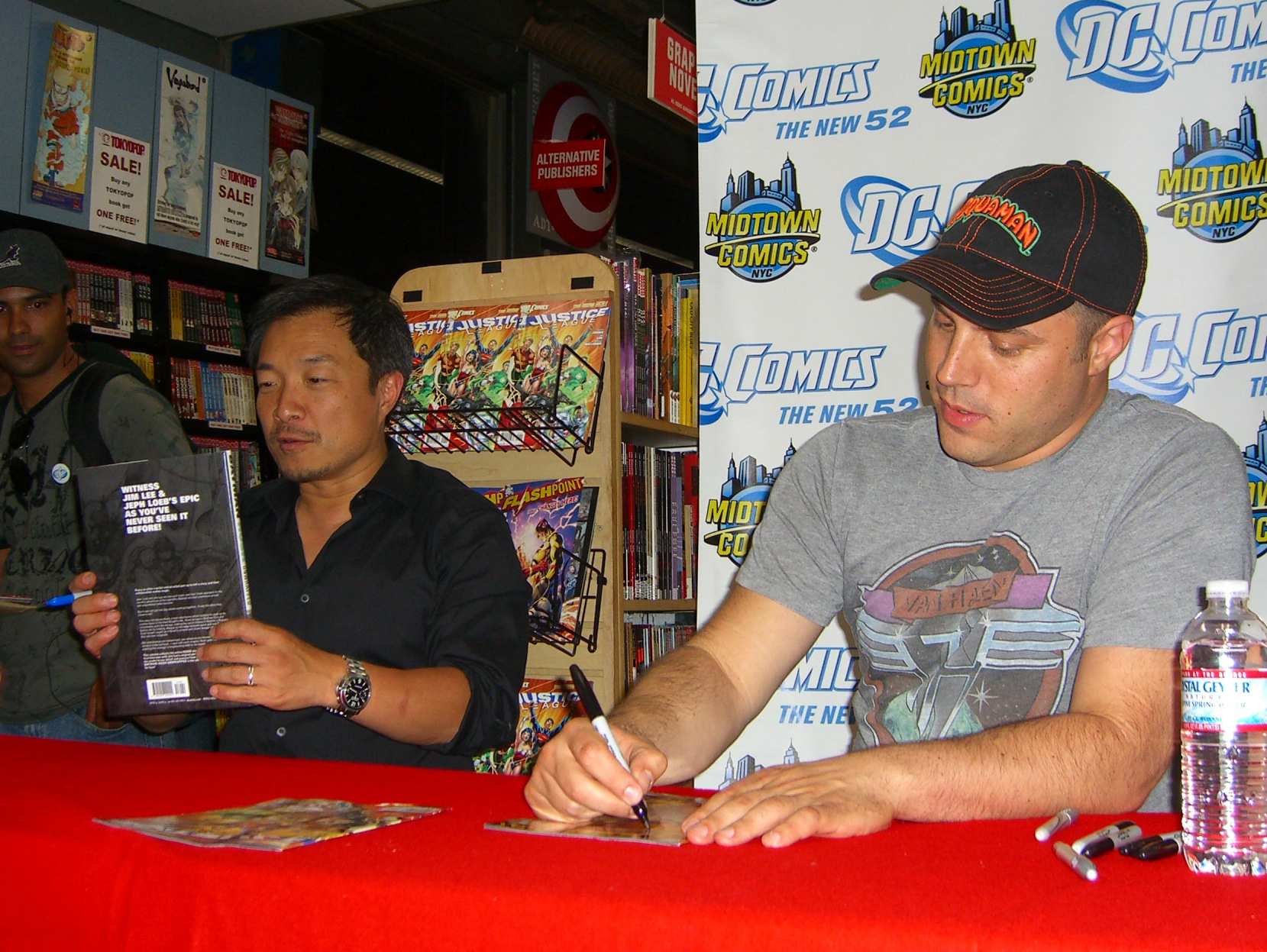
Jim Lee y Geoff Johns en la firma de Flashpoint #5 y La Liga de la Justicia #1 en Midtown Comics Times Square, agosto de 2011.

Luego de la conclusión de la serie limitada Flashpoint, todos los títulos de DC fueron cancelados y muchos fueron relanzados con el número #1. La nueva continuidad incluye nuevos trajes e historias de fondo para muchos personajes de héroes y villanos largamente establecidos. Una entrevista con el director ejecutivo de DC Comics, Eddie Berganza, y el redactor jefe Bob Harras reveló que la nueva continuidad del Universo DC no es drástica, sino más bien un relanzamiento suave o «soft reboot». Aunque muchos personajes fueron renovados, gran parte de la historia del universo ficticio permaneció intacta. Muchos arcos argumentales importantes, como la Guerra de los Linternas Verdes, Una Muerte en la Familia o La Broma Asesina (curiosamente, una prefigurada por el prestigioso guionista Alan Moore en la serie Green Lantern Corps, y la última escrita por él) se mantuvieron como parte de la nueva continuidad, mientras que otros se han ignorado o perdido parcial o completamente. La editorial también construyó una línea temporal que detalla la nueva historia con la información de los arcos argumentales a ser conservados o ignorados.
Cada número #1 consta además de una entrevista a sus creadores, donde explican qué elementos esperan brindar a las historias. Otros cambios de política editorial incluyen el relanzamiento en formato físico y en plataformas digitales, así como el añadido de personajes del universo Wildstorm, y nuevos títulos publicados en forma mensual para «completar» el número 52. Los cambios hechos al universo DC tienen además la intención de hacer a los personajes más modernos y accesibles.

### 2011
El 31 de agosto de 2011, se celebró en Midtown Comics Times Square un evento nocturno en el cual se empezó a vender La Liga de la Justicia #1 y Flashpoint #5. Allí se encontraban los autores autografiando los tomos: Geoff Johns, guionista de ambos títulos y el coproductor, guionista y dibujante Jim Lee, ilustrador de la Liga de la Justicia.

### 2012
El 12 de enero de 2012, DC anunció que ocho números: Blackhawks, Halcón y Paloma, Hombres de Guerra, Mister Terrific, O.M.A.C., y Static Shock, serían cancelados y reemplazados por nuevos títulos. El evento fue titulado como la «Segunda Ola» y revela más del universo de los Nuevos 52.Batman Incorporated, una historia de Grant Morrison que envolvía un conflicto entre Batman y Talia al Ghul, previamente ausente en la línea de títulos de Batman desde el reboot, fue relanzado a partir de aquí.
El 8 de junio de 2012, DC anunció que en septiembre de ese mismo año todos los títulos tendrían un «Número #0», que ilustraría el «Mes Cero», en ocasión del primer aniversario de los Nuevos 52. Además, se anunció la «Tercera Ola» de títulos en el que se incorporaron Talon, Sword of Sorcery, Phantom Stranger, y Grupo 7. Con estos añadidos a la línea, la Liga de la Justicia Internacional, el Capitán Atom, Resurrection Man, y Voodoo fueron cancelados.
En octubre y noviembre de 2012, fueron anunciados nuevos títulos: Threshold; Constantine; Liga de la Justicia de América; Katana; y Justice League of America's Vibe. Threshold fue publicado en enero de 2013, mientras que los otros tres fueron lanzados en febrero del mismo año. DC más adelante consolidó a estos títulos como la «Cuarta Ola» de los Nuevos 52: G.I. Combat, Frankenstein, Agente de S.H.A.D.E., Grifter, Escarabajo Azul, y Legión Perdida serían cancelados para abrir el espacio. Young Romance: A New 52 Valentine's Day Special #1 se publica como el título número #52 en febrero.

### 2013
En enero de 2013, DC Comics anunció las cancelaciones de Yo, Vampiro y Universo DC Presenta para abril.
En la semana del 28 de enero, se imprimieron en todas las publicaciones anuncios del Channel 52. En febrero, se añadieron dos páginas de back-ups titulados Canal 52, reemplazando a «DC Comics: Acceso total». Esta nueva característica es protagonizada por Bethany Snow, Ambush Bug, Vartox, y Calendar Man como reporteros y periodistas dentro de los noticieros internos del Universo DC. Las ilustraciones corrieron a cargo de Freddie E. Williams II. Cada semana se brindaba nuevo contenido relacionado con los eventos principales del Universo DC.
El 30 de enero DC anunció que todos los títulos lanzados en abril tendrían un «Certificado WTF». Cada título tendría un par de páginas anticipando un gran evento, el cual incluiría el regreso de Booster Gold. Por otra parte, hubo confirmaciones respecto a que DC podría descartar el «Certificado WTF» y que no sería lanzado en ninguno de los títulos de los Nuevos 52.
En febrero se anunció que DC lanzaría dos libros motivados políticamente: El Equipo Verde: Trillonarios Adolescentes y El Movimiento. En ellos se exploraría el concepto del Movimiento Okupa y el rol del dinero en un mundo de superhéroes. Una ola de cancelaciones se anunciaron para mayo, las cuales incluirían El Salvaje Hombre Halcón, La Furia de Firestorm: El Hombre Nuclear, Espada de Hechicería, Equipo 7, Deathstroke y The Ravagers.
En marzo de 2013, la editorial anunció que lanzaría cuatro nuevos títulos para el mes de junio: Superman Desencadenado, Batman/Superman, Larfleeze y Trinidad del Pecado: Pandora.
En abril, fue anunciado el cierre de Batman Incorporated para julio. DC también solicitó unitarios «Director's Cut» para el libro Superman Desencadenado y el arco argumental «Batman: Año Cero».
Para mayo fue anunciado que Batman Incorporated Especial #1 pondría fin en agosto a la serie Batman Incorporated. Otro unitario «Director's Cut» fue solicitado para el arco de «Trinity War», junto con las cancelaciones de Demon Knights, Legión de Superhéroes, Threshold y Dial H.

## Cambios en elUniverso DC

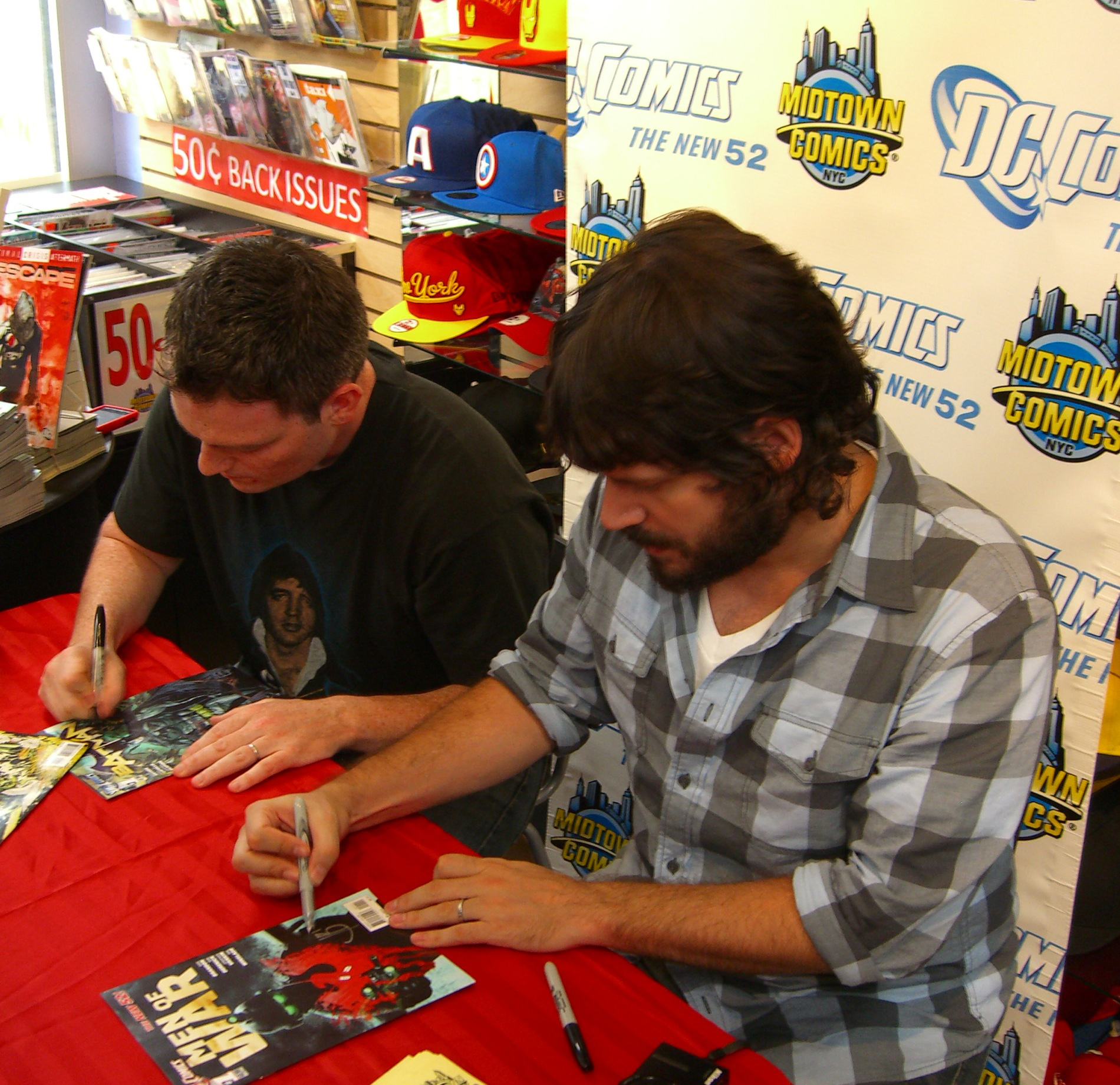
Scott Snyder e Ivan Brandon el 21 de septiembre de 2011 firmando Batman #1 y Men of War #1 en Midtown Comics.

En junio de 2011, el coeditor de DC Jim Lee reveló que él y el director artístico de DC Mark Chiarello habían reclutado al dibujante Cully Hamner para ayudar a encabezar el rediseño de personajes para el relanzamiento del Universo DC. A fines de julio de 2011, DC lanzó Los Nuevos 52, un libro gratis con avances de todos los títulos que serían lanzados desde agosto del mismo año. Los más notables cambios de continuidad mostrados consistían en dos nuevos atuendos de Superman, uno que consistía en jeans, una camiseta azul con el logo de la «S», y una capa, y el otro consistía en una armadura de combate Kryptoniana parecida a su traje clásico. Otro cambio notable incluyó la inclusión de personajes del universo Wildstorm a la continuidad de DC, con el Detective Marciano como parte del nuevo equipo Stormwatch en su relanzamiento.
La Liga de la Justicia fue el primer cómic en ser relanzado, y su primer número fue publicado el 31 de agosto de 2011. El primer arco argumental se sitúa cinco años en el pasado, detallando el primer encuentro de sus miembros, así como la formación de su equipo.
La primera ola de historias muestran un universo en el que los superhéroes solo aparecieron hace aproximadamente cinco años, y son vistos con sospecha y hostilidad: Superman y Batman son perseguidos por la policía cinco años antes, en el inicio de sus carreras. En el presente, organizaciones tales como las Naciones Unidas o el gobierno de los Estados Unidos buscan controlarlos y explotarlos a través de grupos como la Liga de la Justicia Internacional o la Liga de la Justicia de América.
Además, hubo varios cambios en personajes como Barbara Gordon, recuperándose de la parálisis infligida por un disparo hecho por el Joker en La Broma Asesina, y su regreso a la lucha contra el crimen como Batgirl. Otros personajes como Starfire, Guy Gardner, y Tim Drake, han tenido sus orígenes significativamente modificados.

## Publicaciones
Las publicaciones se han dividido en siete arcos principales, centrados en determinados personajes o temas:
Liga de la JusticiaEstos títulos se relacionan con los personajes de la Liga así como con otros grupos asociados, como la «LJI» y la Sociedad de la Justicia de Tierra 2.
SupermanEstos títulos narran las historias de los personajes de la «familia Superman». El matrimonio de Clark Kent con Lois Lane nunca ocurrió, él es soltero, y sus padres adoptivos, Jonathan y Martha Kent han muerto. Los arcos argumentales enfatizan su origen alienígena y el aislamiento que le provoca.
BatmanElementos fundamentales de la historia y la línea temporal de Batman han sido reescritos, aunque aún mantiene una fuerte impronta de la continuidad previa. Las historias de Stephanie Brown y Cassandra Cain fueron eliminadas. Todos los Robins, excepto Stephanie Brown, han sido incluidos, incluida la no canónica Carrie Kelley, y Barbara Gordon se ha recobrado de tres años de parálisis, volviendo recientemente a la acción como Batgirl. La historia se desenvuelve recientemente, y Bruce Wayne es nuevamente el único Batman.
Linterna VerdeLa línea de «Linternas Verdes» ha tenido solamente cambios menores en su continuidad. Sin embargo, los trasfondos de algunos personajes, como Guy Gardner, han sido modificados. El nuevo arco argumental sucede luego de la Guerra de los Linternas Verdes. Sinestro se convierte en Linterna Verde nuevamente luego de tomar el anillo de Hal Jordan, la conexión de Abin Sur con la Tribu Índigo se ha detallado, y Kyle Rayner encabeza un equipo con un representante de cada espectro emocional.
Young JusticeEstos títulos incluyen personajes adolescentes cuyos libros no caen en las categorías anteriores.
El FiloEstos son comics bélicos, de ciencia ficción, westerns, o policiales, incluyendo títulos anteriormente pertenecientes a la línea WildStorm.
La OscuridadTítulos de la línea sobrenatural de DC, incluyendo algunos incorporados de la línea Vertigo Comics.

## Otros medios
Un universo compartido de películas animadas basada en este universo fue creado por Warner Bros. Animation y DC Entertainment, y se titula Universo de Películas Animadas de DC.
Dicho universo comenzó con la película Justice League: The Flashpoint Paradox 2013 y finalizó con Justice League Dark: Apokolips War en 2020.